# Calophyllum acutiputamen
Espèce
Statut de conservation UICN

 CR B1+2abcde : 
En danger critique
Calophyllum acutiputamen est une espèce de plantes à fleurs de la famille des Clusiaceae.

## Publication originale
- Australian Journal of Botany 22: 359. 1974.